# Ghévond
Ghévond (en arménien Ղևոնդ, Łewond), dit Vardapet (« docteur ») ou Yerets (« prêtre, aîné ») est un historien arménien du VIIIe siècle. Il est connu comme l'auteur d'une Histoire, dite de Ghévond (ou Levond ou Leontios), qui en fait la seule source arménienne de ce siècle sur les incursions arabes.

## Biographie
Ghévond est né dans le village de Goght'n dans les années 730 et est éduqué au séminaire de Dvin. Homme d'église et probablement vardapet, Ghévond se rend à Constantinople pour y effectuer des recherches. Il meurt dans les années 790.

## Œuvre
Ghévond est le rédacteur d'une Histoire dite de Ghévond (ou Histoire des guerres et des conquêtes des Arabes en Arménie) relatant la conquête de l'Arménie par les Arabes, remontant à la mort de Mahomet en 632 et se terminant par l’intronisation du Catholicos Stépanos Dvnetsi en 788. L'œuvre lui est commandée par Sapouh Bagratouni, fils du sparapet Smbat VII Bagratouni, et sa source principale est Sébéos. Selon les références qu'y fait Stépanos Orbélian au XIIIe siècle, elle est aujourd'hui incomplète.